# Institut pour la ville en mouvement
Pour les articles homonymes, voir IVM.
L’Institut pour la ville en mouvement (IVM) est un organisme à vocation internationale (avec des bureaux en Chine et en Amérique latine) qui mène des recherches et actions innovantes dans le champ de la mobilité urbaine. 
Créé en juin 2000 par le groupe PSA Peugeot Citroën dans le cadre de sa politique de mécénat, l'IVM est devenu depuis janvier 2016 une entité de l'institut pour la transition énergétique VEDECOM (Véhicule Décarboné Communicant et sa Mobilité), institut français de recherche partenariale publique-privée et de formation, dédié au véhicule autonome et à la mobilité individuelle décarbonée et durable. Cette incorporation permet à l'IVM d'analyser et d'accompagner les recherches technologiques développées par VEDECOM au travers de son approche basée sur l'observation des modes de vie, des usages, des mutations en cours dans les zones urbaines dans leurs dimensions sociales, architecturales, organisationnelles et culturelles. 
L’IVM défend la notion de droit à la mobilité comme droit générique qui conditionne le droit au travail, au logement, à l’éducation, aux loisirs, à la famille, à la santé. L'institut organise des rencontres scientifiques interdisciplinaires, et met en œuvre des expérimentations liées aux problématiques de handicap, d’insertion sociale, d’accès à la ville pour les adolescents, d’organisation urbaine, d’architecture, de nouvelles technologies de l’information, etc. 
L'IVM produit également de grandes expositions internationales d’architecture et d’urbanisme pour sensibiliser l’opinion sur les enjeux urbains ; la dernière en date « Passages espaces de transition pour la ville du 21e siècle » a été présentée à Paris en mai 2016, puis à Pékin, Graz, Barcelone, Buenos Aires, São Paulo, Shanghai, Oaxaca, Fuzhou, Dongguan, Merida et Nanjing.
Parmi ses plus récentes initiatives, l'IVM a lancé en 2017 le programme international Hyperlieux Mobiles ©, qui a pour objet de recherche les activités mobiles (food truck, camion-cabinet médical, salle de formation ambulante, etc.) et leurs potentiels d'innovation liés d'une part à l'hyper-connectivité des véhicules et des lieux et d'autre part aux promesses affichées par l'arrivée du véhicule autonome.

## Un laboratoire des mobilités urbaines
L’IVM mobilise des experts dans le monde entier, engage des programmes de recherche inédits, des actions innovantes, des projets mêlant les pays et les continents, des partenariats public-privé et des équipes pluridisciplinaires pour contribuer à l’émergence de solutions innovantes en matière de mobilité urbaine. Il associe des représentants d'entreprise à des chercheurs, universitaires, acteurs de la vie sociale, culturelle et associative mais aussi à des villes autour de projets réalisés en commun. C'est un carrefour où se rencontrent ceux qui pensent la ville de demain.
Avec ses bureaux à Paris, à Buenos Aires, à Shanghai et à São Paulo, l'IVM développe des actions internationales et des expérimentations sociales, organisationnelles, scientifiques, techniques et culturelles autour de différents axes de réflexion :
- Favoriser la mobilité autonome des individus et des groupes sociaux confrontés à des difficultés spécifiques ;
- Mettre en valeur la qualité des lieux et des temps du mouvement ;
- Contribuer au développement des cultures de la mobilité urbaine et des civilités ;
- Tenir compte des contraintes et des enjeux environnementaux

Sous l’impulsion de François Ascher (1945-2009), président de son Conseil scientifique et d’orientation, l’IVM a fondé ses activités autour de ces principes et méthodes :
- La différence : faire quelque chose que les autres acteurs ne font pas. Entre les dispositifs publics et les dispositifs de recherche plus conventionnels, l'IVM incarne un espace singulier. L’objectif est d’apporter quelque chose de spécifique, de proposer des solutions nouvelles là où il y a des manques, notamment faire travailler ensemble des acteurs qui ne se croisent jamais et aborder une question sous un angle inédit (par exemple faire dialoguer des associations d’aide aux chômeurs avec des opérateurs de transport, des cartographes avec des non-voyants, des anthropologues et des psychiatres avec des loueurs de voitures…)
- L’excellence : faire preuve de rigueur méthodologique et scientifique, consulter largement et le plus en amont possible les experts reconnus et les personnes compétentes dans des domaines les plus diversifiés.
- La pertinence : trouver un ou des partenaires qui participent au projet et en partage(nt) les risques ; c’est un gage de pertinence pour le choix et la définition des actions.
- L’éclectisme : l'IVM est un instrument qui, pour atteindre ses objectifs de mise à l’agenda des thèmes qu’il souhaite traiter, choisit les supports les plus adaptés, prend la forme de « démonstrateurs » pour toucher le ou les publics ciblés : films, festival, auditions publiques d’experts, atlas en relief des réseaux de transports publics d’Île-de-France pour les aveugles, forums d’associations, expérimentation de nouveaux services de mobilité, plateformes d’échanges, expositions, concours, édition, serious game…

## Le conseil scientifique et la chaire internationale de l'IVM (2000-2015)
Une chaire internationale fut créée en partenariat avec l’École doctorale « Ville et environnement ». Elle organisait régulièrement des séminaires interdisciplinaires qui porte sur des questions mobilité aux transformations sociales. Un colloque a été organisé en 2003, « les sens du mouvement » en partenariat avec le centre culturel international de Cerisy. La chaire s’est aussi associée au cycle « Mobilité urbaine » de l'université de tous les savoirs.
L'IVM a ensuite créé une chaire universitaire en Chine en partenariat avec l’Université de Tongji à Shanghai ; elle accueillait chaque année des chercheurs et organisait des conférences sur les différentes dimensions de la mobilité urbaine et les besoins d'innovation.
Une autre chaire internationale a enfin été créée en Amérique latine, avec son siège à Buenos Aires.
Le Conseil Scientifique et d'Orientation est un espace de réflexion original, source d'inspiration des projets de l'IVM, il est aussi le garant scientifique et éthique des actions qui y sont entreprises. Il regroupe des personnalités françaises et internationales, représentatives d'horizons professionnels divers (entreprise, transport public, recherche, culture, élus, médias...) mais qui ont toutes en commun d'être en contact direct avec les réalités de la cité. Présidé jusqu'en 2009 par François Ascher (décédé d'une longue maladie), puis par Jean-Pierre Orfeuil, professeur à l'Institut d'urbanisme de Paris, jusqu'en 2012, ce fut l'architecte et urbaniste Marcel Smets, professeur à l'Université de Louvain, qui en a été le président jusqu'à sa dissolution fin 2015.

## Colloques, séminaires et conférences

### En France
- 2021 : wébinaire "Rencontres François Ascher : individu, hypermodernité, métapoles"
- 2019 : forum "Hyperlieux mobiles : habiter le mouvement", à Paris
- 2016 : séminaire international "Passages, espaces de transition pour le ville du 21e siècle", à Paris
- 2016 : séminaire international "Passages, espaces de transition pour le ville du 21e siècle", à Paris
- 2015 : séminaire "Apprentissage de la mobilité, numérique et inclusion sociale", à Lyon
- 2014 : séminaire "Le rôle des émotions dans les transports bondés, la gestion émotionnelle des espaces personnels dans le métro", à Villeurbanne
- 2013 : séminaire "La création numérique à l'épreuve du citoyen", à Montreuil
- 2012 : colloque international "La fabrique du mouvement : qu’est-ce qui fait courir l’action publique en matière de mobilité urbaine?", à Paris
- 2011 : séminaire "Cognition et mobilité : l'enfance de la mobilité", à Paris
- 2010 : séminaire "En ville comme chez soi", à Paris
- 2009 : séminaire "La ville à domicile, mobilités et services", à Paris
- 2007 : séminaire "Pourquoi les entreprises doivent-elles s'intéresser aux mobilités quotidiennes des salariés?", à Paris
- 2007 : séminaire international "Les métiers du mouvement et l’économie de la ville", à Paris
- 2006 : séminaire international "Acheter ou louer les biens de consommation?", à Paris
- 2005 : forum "Mobilités pour l'insertion!", à Saint Nazaire
- 2003 : séminaire "Les nouvelles technologies au service d'une mobilité autonome des déficients visuels. Enjeux, innovations et perspectives", à Paris

### À l'étranger
- 2020 : wébinaire "Hiperlugares móviles, actividades conectadas más allá del transporte"
- 2018 : colloque international "L'espace de la mobilité comme projet, une perspective franco-latino-américaine", à Rio de Janeiro (Brésil)
- 2018 : colloque international "Mobility transition, urban spaces and technology", à Shanghai (Chine)
- 2017 : colloque international "Low-tech & high-tech : scénarios de futurs modes de vie urbains" à Pékin (Chine)
- 2013 : journée de réflexion sur "La gouvernance métropolitaine : les cas de Paris et de Montevideo", à Buenos Aires (Argentine)
- 2013 : conférence "Passages, traditional yet timely, can we domesticate a device of separation?", à Shanghai (Chine)
- 2012 : conférence "How can taxis provide subsidized transport in small towns and rural areas?", à Glasgow (Royaume Uni)
- 2008 : séminaire scientifique "La Chine est-elle en train d'inventer les rues de demain?", à Shanghai (Chine)
- 2007 : colloque international "Le taxi, solution d’avenir pour les mobilités urbaines", à Lisbonne (Portugal)
- 2005 : séminaire international "Mobilités urbaines contemporaines. Quels enjeux? Quels acteurs? Quelles actions?", à Sao Paulo (Brésil)
- 2004 : forum international "Les mobilités la nuit", à Rome (Italie)
- 2001 : séminaire international "Croissance urbaine, modes de transports et inter-modalité", à Chengdu (Chine)

## Expositions internationales
- Bouge l'architecture! Villes et mobilités
- Villes rêvées, villes durables ?
- La rue est à nous... tous!
- Passages, espaces de transition pour la ville du 21e siècle

## Ouvrages publiés
L'IVM a publié en nom propre et/ou collaboré à la publication de plusieurs ouvrages français et internationaux :
- Hiperlugares moviles : actividades conectadas más allá del transporte, Editorial Universidad Nacional de Colombia, 2020
- Piloter le véhicule autonome, au service de la ville, Éditions Descartes & Cie, 2019
- El futuro de la movilidad urbana y los vehículos autónomos, Editorial Universidad Autónoma Metropolitana, 2017
- Passages, espaces de transition pour la ville du 21e siècle, Éditions Actar, 2017
- Le génie de la marche. Poétiques, savoirs et politiques des corps mobiles, Éditions Hermann, 2016
- Mobilidade urbana, desafios e sustentabilidade, Editora Ponto e Linha, 2016
- La fábrica del movimiento, Café de las Ciudades, 2013
- Domicile-travail, les salariés à bout de souffle, Éditions Les carnets de l’info, 2009
- ¡Ganar la calle! Compartir sin dividir, Éditions Infinito, 2009
- Conquistar a rua! Compartilhar sem dividir, Romano Guerra Editora, 2010
- Villes rêvées, villes durables ?, Éditions Gallimard, 2009
- Où vont les taxis ?, Éditions Descartes & Cie, 2009
- Ville, handicap et accessibilité, Tongji University Press, 2008
- Mobilité urbaine, l'âge des possibles, Éditions Les carnets de l’info, 2008
- Une approche laïque de la mobilité, Éditions Descartes & Cie, 2008
- Mobilité et écologie urbaine, Éditions Descartes & Cie, 2007
- Catalogue de l'exposition « La rue est à nous...tous ! », Éditions Au diable vauvert, 2007
- Catalogue du concours d'architecture « Développement durable et nouvelles mobilités urbaines », China Construction Press, 2006
- Bouger pour s'en sortir, Mobilité quotidienne et intégration sociale, Éditions Armand Colin, 2005
- Les sens du mouvement, Éditions Belin, 2005
- Sociologie des mobilités, une nouvelle frontière pour la sociologie ?, Éditions Armand Colin, 2005
- Transports, pauvretés, exclusions. Pouvoir bouger pour s'en sortir, Éditions de l'Aube, 2004
- Catalogue de l'exposition « Bouge l’architecture ! Villes et mobilité », Éditions Actar, 2003
- Croissance urbaine, modes de transport et intermodalité, Tongji University Press, 2003